# لوران باتو
لوران باتو (به فرانسوی: Laurent Bateau) بازیگر فرانسوی است.
از فیلم‌های معروف او می‌توان به بازی در فیلم آخرت، طعم شگفتی‌ها، بازگشت قهرمان و کنسرت اشاره کرد.